# 韦尔吉纳 (西班牙)
韦尔吉纳，是西班牙卡斯蒂利亚-拉曼恰昆卡省的一个市镇。总面积28平方公里，总人口115人（2001年），人口密度4人/平方公里。